# Il cuore esploso
Il cuore esploso (The Exploded Heart) è una raccolta di racconti di John Shirley pubblicata nel 1996.
Gli undici racconti, il primo dei quali pubblicato nel 1975, sono in ordine cronologico.
Classificati nel genere fantascientifico, i racconti sono caratterizzati da elementi che saranno parte fondamentale della corrente letteraria cyberpunk.

## Racconti
- Ciò che voleva (What He Wanted, 1975)
- Tricentenario (Tricentennial)
- Ombra di una tormenta di neve (Shadow of a Snowstorm, 1977)
- Piedi freddi (Cold Feet)
- Frammenti di un cuore esploso (Fragments of an Exploded Heart)
- Cicatrici (poesia, Seams)
- Parrocchetto (Parakeet, 1987)
- L'aziendale (The Incorporated, 1985)
- Il principe (The Prince, 1991)
- Una passeggiata per Beirut (A Walk Through Beirut)
- Epilogo (Epilogue)
- Strascico (saggio)

### Ciò che voleva
Uno studente di nome Aaron Dunbar viene a conoscenza di un gruppo musicale di "rock agonico" dal nome "Whistler". Il gruppo è capeggiato da un misterioso frontman dal nome Samuel Whistler. Le esibizioni di Whistler sembra che esercitino una forte attrazione sui comportamenti psichici di massa grazie al trascinante Immersion Show. Aaron Dunbar, che nel frattempo vive una crisi sentimentale con la sua ex, viene affascinato dalle canzoni di Whistler alla radio. Dunbar associa i fenomeni di massa registrati ai concerti di Whistler, a una forma di telepatia collettiva in cui il frontman (così come alcuni predicatori), sfrutta da catalizzatore un'identità singola come surrogato di una massa. Contemporaneamente l'influenza di Whistler in quasi tutti i momenti di vita di Dunbar non sembra più casuale. L'interesse di Dunbar verso il fenomeno Whistler si trasforma in vera attrazione finché Dunbar non riesce a trovare il modo (per caso...?) di assistere al prossimo concerto di Whistler che si terrà a giorni...

### Tricentenario
In occasione del tricentenario della nascita degli Stati Uniti D'America, un corteo di festeggiamento attraverserà vari livelli di una "stratificata" città del futuro. Contemporaneamente due giovani, fratello e sorella, devono spostarsi di due isolati per venire in possesso di un'autentica bandiera americana da donare al padre dei due. Sfortunatamente per loro il compito non è così semplice perché le strade sono popolate di "Frag" e gang di "Joy-Boy" che rendono il percorso estremamente pericoloso per chiunque.

### Ombra di una tormenta di neve
In un immaginario futuro, la Depressione è così diffusa che il governo, per mantenere in modo inoffensivo un esercito di disoccupati, è costretto a creare lavori assurdi come le "professioni" di umanichino e ispettore di umanichini. Con decreto ufficiale, il governo stabilisce che tutti i magazzini e le società o agenzie che utilizzano repliche di esseri umani, devono sostituirle con individui appartenenti alla massa dei disoccupati ritenuti adatti a svolgere tale mansione.
In particolare il racconto narra la vicenda di Sandra Newcombe e del suo difficile percorso per divenire un perfetto umanichino professionista...

### Piedi freddi
Come anticipa l'autore nell'introduzione, il racconto è caratterizzato dalla forte influenza surrealista vissuta e utilizzata dall'autore per ottenere la completa oggettività della realtà.
Si svolge in un tempo indefinito con personaggi appena tratteggiati.

### Frammenti di un cuore esploso
L'autore, nella sua introduzione, presenta il racconto come un estratto di un romanzo mai pubblicato. Torna Aaron Dunbar protagonista del primo racconto. Stavolta si presenta come una rock-star di nome Hustler. Contattato da un certo Lucifer, Hustler sfrutterà la propria esibizione in un concerto per realizzare una sorta di catarsi collettiva e compiere un balzo dimensionale.

### Cicatrici
L'autore descrive Cicatrici come una canzone anziché un racconto. La storia narra dell'amore appassionato di un bar-man di nome Bobby per Trina, una prostituta che frequenta lo stesso bar. Bobby cerca un secondo lavoro per accumulare soldi e chiedere a Trina di andare a stare da lui e magari toglierla dalla strada. Bobby trova lavoro presso una libreria per adulti, circondato da numerosi articoli di piacere tra i quali bambole di gomma. Da qui un'inquietante similitudine tra la carne e la gomma.

### Parrocchetto
In un futuro conflitto tra Stati Uniti e Russia, l'efficienza del soldato moderno è assicurata dall'uso di molteplici sostanze chimiche in grado di dare risposta a ogni situazione operativa. In questo racconto la storia di Rory Hayes sergente di fanteria dell'esercito degli Stati Uniti che prende a cuore la vita di un suo commilitone subordinato, chiamato appunto Parrocchetto, restio all'imposizione delle sostanze iniettabili.

### L'aziendale
In un futuro dominato dalle multinazionali, il controllo di queste sui suoi dipendenti è tale da influenzarne corporalmente le proprietà. In questo scenario in cui le compagnie operano al limite della legalità, i tecnici specializzati delle compagnie, sono in grado di "rubare" le idee direttamente dalla mente, senza lasciare traccia alcuna. È ciò che faranno a chiunque possa ostacolare la loro politica di azienda intesa come "famiglia".

### Il principe
Haji è un brillante giovane uomo d'affari. Una fulminea carriera lo porta a divenire direttore generale della Crossworld International, una compagnia attiva in diversi settori industriali quali; sintesi di alimenti, produzione aerei e autovetture, contratti allargati per armamenti, banche, aree di sviluppo per edilizia ma soprattutto recupero di zone urbane degradate. Il jet in cui viaggia Haji viene dirottato a distanza e costretto ad atterrare mentre sorvola un'area della metropoli ormai in rovina. La zona è popolata di gente che vive ai margini della società. Haji e il pilota dell'aereo dovranno confrontarsi direttamente con la realtà in cui vive una comunità che si difende come può dai continui programmi di demolizione imposti proprio dalla Crossworld International...

### Una passeggiata per Beirut
Il sud di Manhattan è colpito da un black-out, con molta probabilità scoppierà una violenta contesa per il controllo del quartiere soprannominato "Beirut". A contendersi il quartiere vari gruppi estremisti, gli islamici, gli anarchici e gli skinheads.
Dexy giovane musicista fa uso di una sostanza chiamata "Surprise" in grado di dare allucinazioni improvvise anche di basso profilo ma non necessariamente subito dopo l'assunzione. Dexy conosce Marylin che lo convince a seguirla per andare vedere cosa succederà a "Beirut". È lì che i due vedranno compiersi un passaggio importante della loro vita.

## Edizioni
- John Shirley Il cuore esploso, antologia di fantascienza punk, traduzione di Giancarlo Carlotti e Andrea Tuveri, Shake edizioni underground, 2000, pp. 192. ISBN 88-86926-67-7.